# Levina (cantante)
Isabella Levina Lueen (Bonn, Alemania, 1 de mayo de 1991), más conocida como Levina, es una cantante y compositora alemana de género pop, soul y música electrónica. Fue la encargada de representar a Alemania en el Festival de la Canción de Eurovisión 2017, con la canción «Perfect Life».

## Biografía
Nacida en la ciudad alemana de Bonn en el año 1991, con el nombre de Isabella Lueen. Se crio en Chemnitz.
A la edad de nueve años empezó a tocar el piano y ganó el premio de la competición Jugend musiziert (Jóvenes Músicos).
También en 2006 con una composición ganó un premio que le fue otorgado por el Parlamento Regional Sajón.
Asistió al Dr.-Wilhelm-André-Gymnasium y se graduó con la Organización del Bachillerato Internacional (OBI).
Luego se trasladó hacia Londres, donde obtuvo una licenciatura por el King's College London.
Además en esa época estuvo estudiando canto y composición en el London College of Music (LCM) que está situado en el Barrio de Ealing.
Después de licenciarse y desde entonces pasa su tiempo viviendo entre Berlín y Londres. 

### Festival de la Canción de Eurovisión 2017
En 2016 fue anunciada como una de las 33 personas preseleccionadas para competir en la selección nacional «Unser Song 2017», donde participa con su canción titulada "Perfect Life" que ha sido escrita por los compositores Lindsey Ray, Lindy Robbins y Dave Bassett y lanzada por la discográfica Sony Music Entertainment Germany.
El 6 de enero de 2017 se posicionó como una los cinco finalistas.
Durante la ronda preliminar realizó una versión de la canción «When We Were Young» de Adele.
Participó en la gran final del 9 de febrero, donde interpretó las canciones «Wildfire» y «Perfect Life». El público alemán decidió elegir a Levina con su canción «Perfect Life» como ganadora del Unser Song y, por tanto, como la representante de Alemania en el Festival de la Canción de Eurovisión 2017, celebrado aquel año en la ciudad de Kiev, Ucrania. Tras ser acusada de plagiar al DJ David Guetta, finalmente obtuvo la penúltima (vigesimoquinta) plaza, con tan solo 6 puntos y solo por delante de España.

## Discografía

### Álbumes
En estudio
- 2017: Unexpected

EPs
- 2015: Bedroom Records (Far Away / How to Dance / The Night)
- 2017: Perfect Life (Wildfire / Perfect Life / Wildfire (Instrumental) / Perfect Life (Instrumental))

### Sencillos
| Año  | Canción        | Posición | Certificación | Álbum      |
| Año  | Canción        | ALE      | Certificación | Álbum      |
| ---- | -------------- | -------- | ------------- | ---------- |
| 2017 | "Perfect Life" | 28       |               | Unexpected |